# おはようテレビ朝日
おはようテレビ朝日（おはようテレビあさひ）は、テレビ朝日（関東ローカル）で1981年3月30日から1985年9月27日までにかけて放送された朝の情報番組である。放送時間は平日の7:15 - 8:30（JST）。

## 番組概要
テレビ朝日系列の準基幹局である朝日放送（ABC）が関西ローカルで既に放送を始めていた『おはよう朝日です』をモデルとして、平日の早朝帯を児童向けアニメや『徹子の部屋』の再放送などに充てていたテレビ朝日が、初めて本格的に制作した生放送の情報番組。放送中には、時刻をデジタル数字風の字幕で秒単位まで表示していた。

## 歴代の司会者
| 期間                                                                  | 期間      | メイン                   | 女性サブ   | テレビ朝日アナウンサー | テレビ朝日アナウンサー | テレビ朝日アナウンサー |
| 期間                                                                  | 期間      | メイン                   | 女性サブ   | 男性                   | 女性                   | 女性                   |
| --------------------------------------------------------------------- | --------- | ------------------------ | ---------- | ---------------------- | ---------------------- | ---------------------- |
| 1981.3.30                                                             | 1982.4.2  | 大野しげひさ 押阪忍      | 中川由美子 | 吉澤一彦1 古舘伊知郎1  | 坪内純子1 南美希子1    | 坪内純子1 南美希子1    |
| 1982.4.5                                                              | 1983.4.1  | 広川太一郎               | 古川柳子   | 吉澤一彦1              | （不在）               | （不在）               |
| 1983.4.4                                                              | 1984.3.30 | 広川太一郎               | 迫文代     | 吉澤一彦1              | 迫文代1                | 迫文代1                |
| 1984.4.2                                                              | 1984.9.28 | 広川太一郎               | 友竹まり   | 吉澤一彦1 辻義就1・2   | 迫文代1                | 宮嶋泰子1              |
| 1984.10.1                                                             | 1985.3.29 | 広川太一郎 三遊亭楽太郎3 | 頼近美津子 | 吉澤一彦1 辻義就1・2   | 迫文代1                | 小林一枝1 山口容子1    |
| 1985.4.1                                                              | 1985.9.27 | 広川太一郎 三遊亭楽太郎3 | 頼近美津子 | 辻義就1・2             | 迫文代1                | 小林一枝1 山口容子1    |
| - 1 ※出演当時。 - 2 辻よしなりの旧名。 - 3 三遊亭円楽 (6代目)の旧名。 |           |                          |            |                        |                        |                        |

備考
- 吉澤は当番組降板後の1985年4月から半年間、週末朝の『ANNニュースセブン』を担当し、その後も次番組の『やじうま新聞』など朝の情報番組を通算30年近くに亘り担当し続けた。

エレクトーン演奏者
『おはよう朝日です』と同じく、CMの前後に、エレクトーンを演奏しながら時刻を伝えていた。
- 1981.4 - 不明：あさいじゅんこ、あらきじゅんこ
- 1982 - 1984：おおさきみちの
- 不明 - 1984.3：こいしみみ

## 主なコーナー
- やじうま新聞
  - 朝刊各紙の紹介。2013年9月まで続いた『やじうま』番組の走り。
- 今日のメンタル占い
  - | [icon] | この節の加筆が望まれています。 |
- みどりの窓口
  - 国鉄提供の空席情報と交通情報コーナー。以前は6:45からの独立した番組だったが、6:00台に『おはよう!CNN』が開始されたため、この番組内のコーナーとして放送される。
- 交通情報
  - 首都圏の道路情報を中心に、電話やヘリコプター中継などを駆使した詳細な情報を放送。
- ワンポイントコミュニケーション
  - キャプテンシステムやテレビ電話などのニューメディア情報コーナー。みどりの窓口と並ぶ旧三公社提供コーナーとして日本電信電話公社が関わり、1985年4月の民営化以降はNTTに引き継がれた。民営化後はみどりの窓口の打ち切りも重なり、筑波万博にNTTが出展した「でんでんINS館」の展示品と組み合わせる形で強化された。
- ウィークアングル
  - 旅をはじめとしたタウン情報コーナー。
- 築地HOT情報
  - 築地市場から毎朝生中継を行い、お買い得な生鮮食品の情報を紹介。番組のステッカーが貼られた鮮魚店では、その日紹介された鮮魚が他店より安く買える特典があった。
- ヘリコプター生中継
  - 放送開始時間から終了時間まで随時放送（後述）。
- 頭の体操
  - メイン司会者が出題者、その他の出演者が解答者となり、クイズが2 - 3問出される。

## ヘリコプター生中継
- この番組の大きな特徴だったのは、毎朝ヘリコプターからの生中継。番組ではヘリコプターを「おはよう号」として、首都圏各地からの上空リポートで、朝の風景はもちろんのこと、緊急の事件や事故などの情報を生で伝えていた。中でも道路事故などの情報では威力を発揮し、現場だけでなくその事故の影響による渋滞情報なども伝えていた。リポーター（番組内では「ヘリポーター」と呼ばれた）は脇坂京子、えもりえりこ（ともにフリーアナウンサー）が交替で担当した。
- また、この番組があることで「おはよう号」の待機するヘリポートには、早朝から整備士やパイロット、カメラマンが常駐。従って事件・事故の発生時には即、離陸し、現場上空からの映像を送り出すことが可能になった。
- ヘリコプターを巡るエピソードも様々あるが、特に大きなものとしては1982年2月のホテルニュージャパン火災と東京・羽田沖の日航機墜落事故が挙げられる[2]。この事故発生時刻が放送終了時間の直後ということもあり、放送を終え、駐機地であるヘリポートへ戻る途中であったヘリコプターが現場上空に急行し、他局よりも早く、この番組に続く8:30からの生放送「溝口泰男モーニングショー」の中で、現場からの映像を届けた[2]。